# Volt België
Volt België is een Belgische politieke partij die deel uitmaakt van de Europese beweging Volt Europa.

## Geschiedenis
De Belgische afdeling van Volt Europa werd op 28 juli 2018 opgericht, met als eerste doel mee te doen aan de Brusselse gemeenteraadsverkiezingen.
In 2019 nam ze deel aan de Europese Parlementsverkiezingen, weliswaar enkel voor het Nederlandstalig kiescollege. In datzelfde jaar nam ze in de provincie Antwerpen deel aan de federale verkiezingen. Hier haalde ze respectievelijk 0,30% en 0,02% van de stemmen.
In april 2022 werden Carlo Giovanni Giudice en Johanna Dirlewanger-Lücke verkozen tot partijvoorzitters.
Op 16 juni 2023 raakte bekend dat Nederlands Europarlementslid Sophie in 't Veld overstapte van D66 naar Volt. Vanwege de interne regels van Volt Nederland kon ze zich niet kandidaat stellen bij die afdeling. Gezien de regels binnen Volt België haar niet in de weg lagen, heeft ze zich bij de Europese Parlementsverkiezingen van 2024 via Vlaanderen gekandideerd, waar ze de lijsttrekker was. Volt behaalde geen zetels bij deze verkiezingen.

## Standpunten
Volt kan omschreven worden als een progressieve sociaalliberale partij. Een sterke, federale Europese Unie staat centraal in hun programma.
Enkele andere kernpunten zijn:
- klimaatneutraliteit in 2040 en duurzame innovatie;
- een effectief migratiebeleid en handhaving van het NAVO-lidmaatschap;
- "belastingparadijzen" en belastingontwijking moeten weg;
- werken over de grens moet makkelijker gaan;
- transparantie, inspraak van de burgers en sociale advocatuur worden verbeterd en de Europese democratie en het Europese subsidiestelsel hervormd;
- progressieve keuzes bij medisch-ethische kwesties zoals abortus, euthanasie en lgbt-rechten;
- menselijke waardigheid en bescherming van mensenrechten.